# Concilio de Lyon II
El segundo Concilio de Lyon es considerado por la Iglesia católica como el XIV Concilio Ecuménico y el sexto de los celebrados en Occidente.
Los temas principales que fueron tratados en el concilio hicieron referencia a la conquista de Tierra Santa, la unión con la Iglesia ortodoxa y el sistema de elección papal.

## Participación

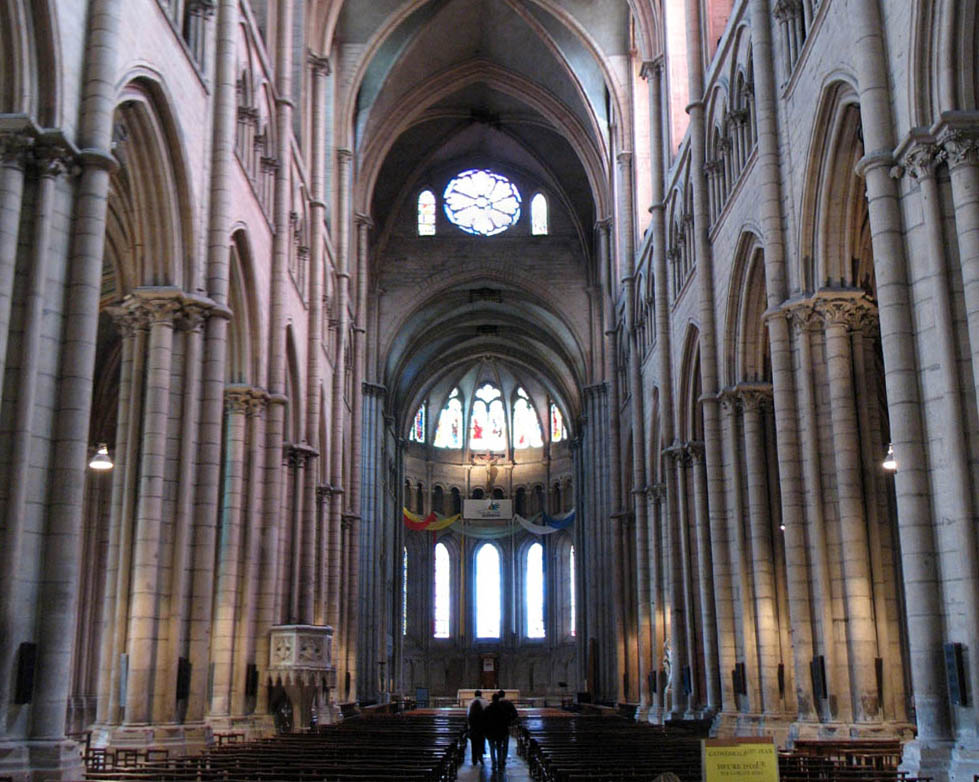
La catedral de Lyon, donde se celebró el Segundo Concilio Lugdunense en 1274.

Convocado en 1274 por el papa Gregorio X, el concilio se desarrolló en seis sesiones a las que asistieron unos quinientos obispos, sesenta abades y más de mil prelados o sus procuradores entre los que destacaron San Buenaventura que falleció durante las sesiones. En cambio, no pudo intervenir Santo Tomás de Aquino que falleció cuando se dirigía al concilio.
También estuvieron presentes Jaime I de Aragón, el embajador del emperador Miguel VIII Paleólogo con miembros del clero griego, y los embajadores de los reyes de Alemania, Hungría, Inglaterra, Escocia, Francia, Sicilia entre otras monarquías, que por primera vez aparecían representadas como tales en un concilio eclesiástico.
Especial trascendencia tuvo la presencia de los embajadores del Khan de los Tártaros cuyo reino, situado a espalda del Islam, abría la posibilidad de atenazar a los musulmanes entre dos frentes.

## Conquista de Tierra Santa
El concilio deliberó sobre la preparación de una nueva cruzada centrándose en los aspectos financieros de la misma, para lo cual se decidió que durante seis años un diezmo de todos los beneficios de la cristiandad deberían destinarse a la cruzada. Jaime I se mostró partidario de iniciarla inmediatamente pero al oponerse los Templarios no se tomó ninguna decisión (los Templarios se ocuparon de la educación de Jaime I desde el castillo de Monzón, donde se celebraron importantes concilios y tuvieron gran influencia y poder en la Corona de Aragón). Ante las indecisiones de los demás asistentes a la asamblea canónica, Jaime I se despidió del Santo Padre, abandonó la reunión con los miembros de su séquito y les dijo: "Barons, anar nos ne podem, que huy es honrrada tota Espanya" ("Barones, ya podemos irnos, que hoy ha quedado honrada toda España").

## Unión con la Iglesia Ortodoxa
Para terminar con el cisma entre las Iglesias de Oriente y Occidente, Gregorio X había enviado una embajada a Miguel VIII Paleólogo que había reconquistado Constantinopla y había acabado con el Imperio Latino de Oriente establecido en 1204 con la toma por cruzados occidentales de la ciudad.
San Buenaventura por parte de la Iglesia católica y el patriarca Juan XI Beco en representación de la Ortodoxa, lograron un acuerdo sobre las diferencias que separaban ambas Iglesias: primado romano, Filioque, sacramentos, etc. El aparente éxito de la unión fue sin embargo muy efímero ya que se encontró, desde el primer momento, sin la aceptación del bajo clero y del pueblo griego.

## Elección papal
La última elección papal se había prolongado provocando que el trono de San Pedro permaneciera vacante durante casi tres años. Para evitar una situación parecida en el futuro, el concilio publicó la bula Ubi periculum en la cual se establecía que los cardenales electores debían reunirse transcurridos diez días tras la muerte del papa, en total aislamiento y encerrados bajo llave, cum clavis (cónclave).
Si no llegaban a un acuerdo transcurridos tres días, verían drásticamente reducido su alimento. Si pasados otros cinco días seguían sin tomar una decisión, sus comidas serían reducidas a pan, agua y vino. Además, se estableció que mientras durase el cónclave, los ingresos de los cardenales pasarían a ser propiedad de la Iglesia en su conjunto.

## Otras decisiones
Se confirmaron los privilegios de las cuatro principales órdenes mendicantes: dominicos, franciscanos, agustinos y carmelitas, y se procedió a la supresión de otras.
Este concilio emitió la primera formulación doctrinal oficial referente al purgatorio. También se reconoció el completo dominio papal sobre las restantes iglesias, derivado todo ello de la herencia de Pedro y del principio de la plenitudo potestatis.
Respecto a la reforma de la Iglesia, se denunció la forma de vida de muchos prelados y se procedió a deponer a varios obispos y abades por su indignidad.
Se dio solución al conflicto entre Alfonso X el Sabio y Rodolfo I de Habsburgo sobre quién debía proclamarse emperador de Sacro Imperio, resolviendo el concilio a favor de este último.